# Oczy węża
Oczy węża – amerykański thriller z 1998 roku w reżyserii Briana De Palmy.

## Obsada
- Nicolas Cage jako Rick Santoro
- Gary Sinise jako Kevin Dunne
- John Heard jako Gilbert Powell
- Carla Gugino jako Julia Costello
- Stan Shaw jako Lincoln Tyler
- Kevin Dunn jako Lou Logan

## Fabuła
Rick Santoro, skorumpowany policjant z Wydziału Zabójstw przybywa do Atlantic City na walkę bokserską o tytuł mistrza świata. Jest bardzo ciekawy jej przebiegu, gdyż jednym z bokserów jest Lincoln Tyler, jego dawny kolega ze szkoły. Spotyka tam przypadkowo przyjaciela, Kevina Dunna – oficera Ministerstwa Obrony. Kieruje on ochroną sekretarza stanu USA, który jest jednym z gości VIP-ów. Kiedy Tyler pada na ringu, nieoczekiwanie padają strzały, od których ginie sekretarz obrony. Rick prowadzi śledztwo starając się chronić Kevina, nieobecnego w tym dramatycznym momencie na sali. Obaj zaczynają poszukiwania tajemniczej młodej kobiety, która była przy sekretarzu w momencie zamachu i przekazywała mu jakieś dokumenty. Rick dowiaduje się od Tylera, że zapłacono mu, by w odpowiednim momencie padł na matę. Lincoln uświadamia mu jednocześnie, że sprawa zabójstwa była zaplanowana...